# Park Gi-dong
Park Gi-Dong (Daejeon, 1 november 1988) is een Zuid-Koreaans voetballer.

## Carrière
Park Gi-Dong speelde tussen 2010 en 2012 voor FC Gifu en Gwangju FC. Hij tekende in 2013 bij Jeju United.

## Zuid-Koreaans voetbalelftal
Park Gi-Dong debuteerde in 2011 in het Zuid-Koreaans nationaal elftal en speelde 1 interland.